# 篠遠喜人
篠遠 喜人（しのとお よしと、1895年2月20日 - 1989年9月16日）は、日本の遺伝学者、科学史家、東京大学名誉教授。国際基督教大学元学長。

## 経歴

### 出生から学生時代
1895年（明治28年）、長野県下諏訪町生まれ。旧制長野県立諏訪中学（のち長野県諏訪清陵高等学校）、第八高等学校を経て、東京帝国大学理学部植物学科で学んだ。1920年（大正9年）に卒業。
1923年（大正12年）頃より、徳川生物学研究所に研究員として在籍。1929年（昭和4年）、学位論文『Chromosome studies in some dioecious plants : with special reference to allosomes(雌雄異株植物の染色體に関する研究 : 殊にアロゾームに就て)』を東京帝国大学に提出して理学博士号を取得。

### 大学卒業から太平洋戦争終結まで
1926年（大正15年）、東京帝国大学理学部助手に就いた。1938年（昭和13年）に助教授、1943年（昭和18年）に教授に昇格。1949年（昭和24年）から2年間、国立遺伝学研究所研究員を併任。1954年（昭和29年）にナスの接ぎ木実験を行い，接ぎ木雑種の可能性をメンデル遺伝学の立場から考察した。これは，台木から穂木へ「働き手」が移動するという考えであり，「遺伝子・働き手・形質の説」と称した。

### 戦後
1950年（昭和25年）4月から5月にかけて、皇居に招かれて植物関係の科学委員による合同進講に出席。同年4月24日には、昭和天皇及び他の委員を前に遺伝学の発展史について進講した。
1953年（昭和28年）3月、文部省より学校法人国際基督教大学の設置認可が下りて大学が設立されると同大学教授に就任した。1971年（昭和46年）9月から1975年（昭和50年）8月まで第7代学長を務めた。1976年（昭和51年）に国際基督教大学を退任し、名誉教授となった。1989年（平成元年）に帰天。
学界では、1984年に日本メンデル協会を設立し、初代会長を務めた。財団法人染色体研究所理事長、国際細胞学会会長などを務めた。

## 受賞・栄典
- 1966年 - 紫綬褒章
- 1971年 - 勲三等旭日中綬章
- 1989年 - 従四位

## 研究内容・業績
専門は植物遺伝学、細胞学。研究の一方で、遺伝に関する科学知識を広く社会に「科学活動」として広めた。自身は無教会派クリスチャンで、研究の傍ら新約聖書の日本語翻訳作業も行った。

## 家族・親族
- 息子：篠遠喜彦は考古学者。

## 著作

### 著書
- 『日本細胞学史』植物学の部 内田老鶴圃 1932
- 『メンデルとその前後』内田老鶴圃 1935
- 『一五人の生物学者』河出書房、1941
- 『遺傳学史講』力書房 1945
- 『植物』力書房 1948
- 『ゆりの一生』私版 鶴文庫 1949.5
- 『メンデル』弘文堂 1950
- 『日本の科学者』筑摩書房 1951
- 『植物細胞学実験法』(生物学実験法講座 第1巻 D) 中山書店 1955
- 『ぼくの朝顔づくり』岩崎書店 1956
- 『遺伝の科学　子はなぜ親ににるか』内田老鶴圃(理科教育文庫) 1956
- 『植物の世界』あかね書房 1959
- 『親に似る子・似ない子 遺伝の話』実業之日本社 1973
- 『サクラ並木の道をとおって：ICUのフロンティアは世界である』採集と飼育の会、内田老鶴圃新社 1981
- 『進化学の古典を追って』採集と飼育の会

### 共著
- 『黎明期の日本生物史』養賢堂
- 『大生物学者と生物学』向坂道治共著、興学会出版部 1930
- 『図解実験植物学形態編・分類編』名和長光共著、綜合科学出版協会 1931
- 『ショクブツノチヱ』武井武雄共編、鈴木仁成堂 1940
- 『遺伝学』柳沢嘉一郎共著、岩波全書 1965
- 『採集と飼育』(全4巻) 大日本印刷
- 『科学の事典』共著、岩波書店

### 編著
- 『結婚の科学 これからの結婚のために』北隆館 1949
- 『遺伝 』毎日新聞社 1957

### 訳書
- 『家畜栽培植物の変異』(ダーウィン全集）永野為武共訳、白揚社 1938-1939
- 『細胞』ウイルソン 内田老鶴圃 1939
- 『植物の雑種に関する実験：人為受精によって得たミヤマコーゾリナ属の二三の雑種について』グレゴア・メンデル著、大日本出版 1943
- 『メンデル法則再発見論文集』長島礼共訳、力書房 1948
- 『科学の教室』G.S.クレイグ著、久保亮五共訳、時事通信社 1949
- 『遺伝の実習』ウォーレン・レナード編、北隆館 1951
- 『メンデルの発見の秘録：メンデルの生誕150年記念祭にささげる』V・オレル著、教育出版 1973
- 『新約聖書私訳』国際基督教大学宗務部内刊行会 1989